# العملة المغولية

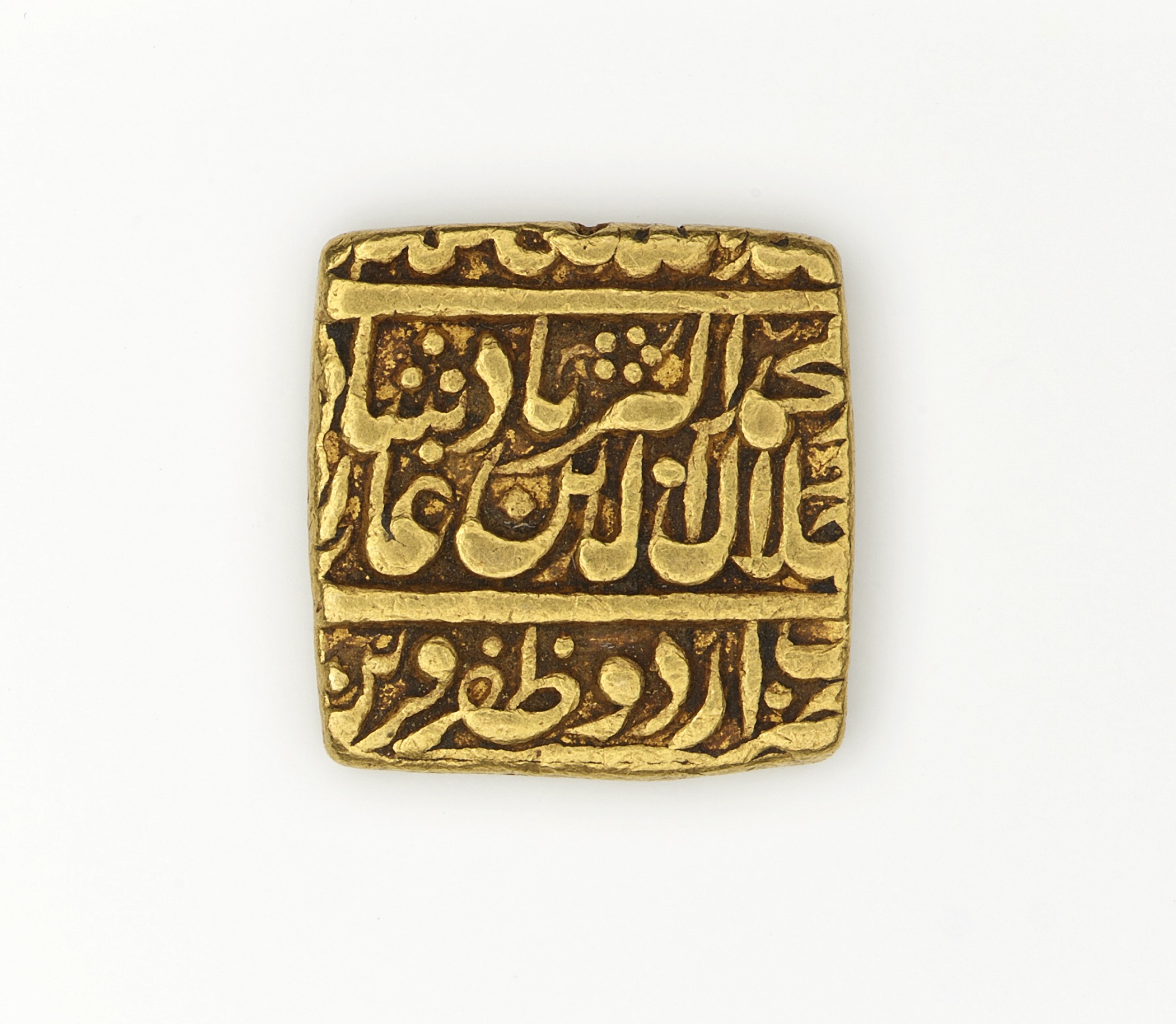
موهور الذهب لأكبر

العملة المغولية هي العملة المعدنية التي انتجت واستخدمت داخل الإمبراطورية المغولية وكذلك الدول المرتبطة بها.
على الرغم من امتلاك الهند لاحتياطيات كبيرة مِن الذهب، تُنتج العملات المعدنية المغولية في المقام الأول من السبائك المستوردة، نتيجة لاقتصاد الإمبراطورية القوي القائم على التصدير، مع الطلب العالمي على المنتجات الزراعية والصناعية الهندية، مما أدى إلى تدفق مستمر من المعادن الثمينة إلى الهند.

## المعادن
صدرت العملات المعدنية بشكل أساسي بثلاثة معادن- الذهب (الموهر)، الفضة (الروبية)، والنحاس (الدام).

## تاريخ

### بابور وهمايون

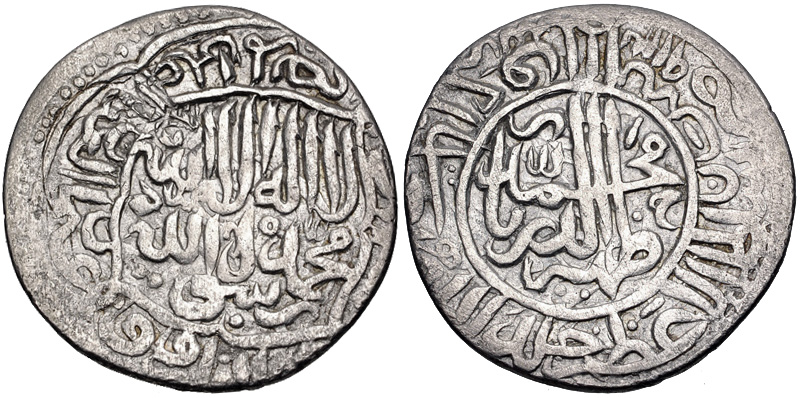
عملة بابور، حاكمًا لكابول

صدرت عملات الشاهروخي في عهد الإمبراطورين الأولين، بابور وهمايون.

### على فترة ما بين العرش
حكمت إمبراطورية صور لفترة وجيزة عندما هَزم مؤسسها شير شاه صوري الإمبراطور همايون، الذي لجأ بعد ذلك إلى بلاد فارس. قدم شير شاه إصلاحات مختلفة فيما يتعلق بالعملة، بما في ذلك توحيد الروبية ( الروبية، أو الفضة) والدام (النحاس). في عام 1556، استعاد المغول السيطرة على دلهي وتوج أكبر إمبراطورًا جديدًا. واعتمد المعايير التي قُدمت، وأصبحت جزءًا من العملة المغولية منذ ذلك الحين.

### أكبر
خلال فترة حكمه، تراجعت العقيدة الإسلامية، مما أدى إلى استبدال الإسلام كدين للبلاط بدين إلهي، وهو دين توفيقي أسسه الإمبراطور نفسه. وانعكس ذلك على العملات، واستبدل العقيدة الإسلامية بعقيدة الدين الجديد. كما الغي القيود المفروضة على تصوير الكائنات الحية في العملات المعدنية. ولذلك، صدرت عملات معدنية تحمل صور الصقور والبط. كما صدر نصف موهور يحمل صورًا للآلهة الهندوسية راما وسيتا خلال هذه الفترة.

### جهانجير

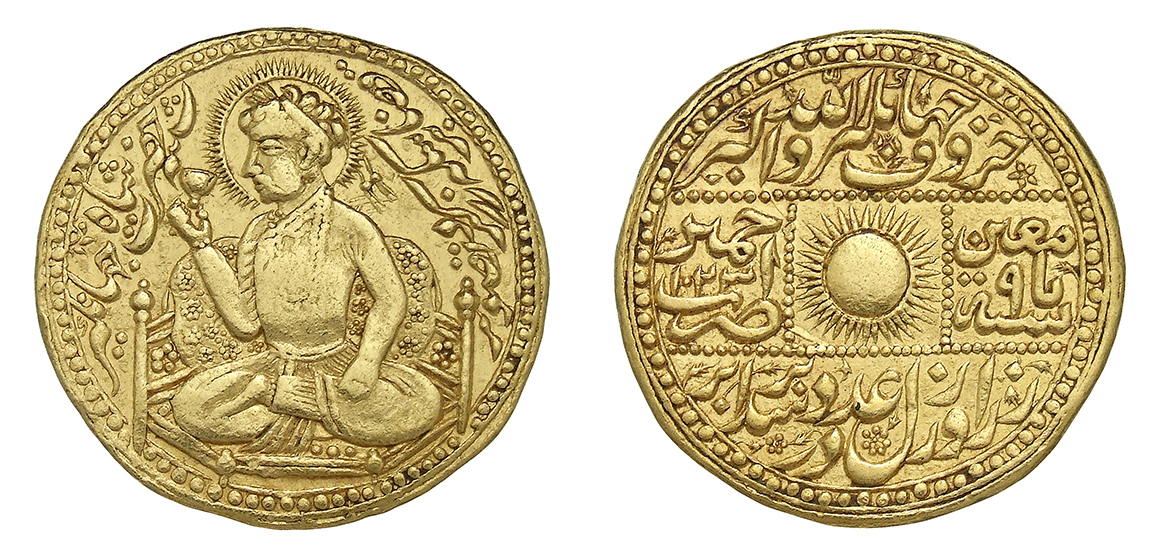
موهور ذهبي من عهد جهانجير

استمر اتجاه تصوير الشخصيات على العملات المعدنية في عهد ابن أكبر وخليفته جهانجير. ومع ذلك، اسقطت العقيدة الإلهية. أصدر عملات معدنية تحمل صورته وصورة والده أكبر. ستحمل هذه العملات المعدنية الشخصية الأسد والشمس على الوجه الخلفي. كما أصدر عملات معدنية تحمل طابع الأبراج، كان من المفترض أن تتوافق علامة الأبراج مع شهر الإصدار.
صدرت في عهده أيضًا عملات معدنية باسم الإمبراطورة نور جهان. وعندما اعتلى ابنها شاه جهان العرش، أمر بسحب كل هذه العملات من التداول وصهرها.

### الحكام اللاحقون

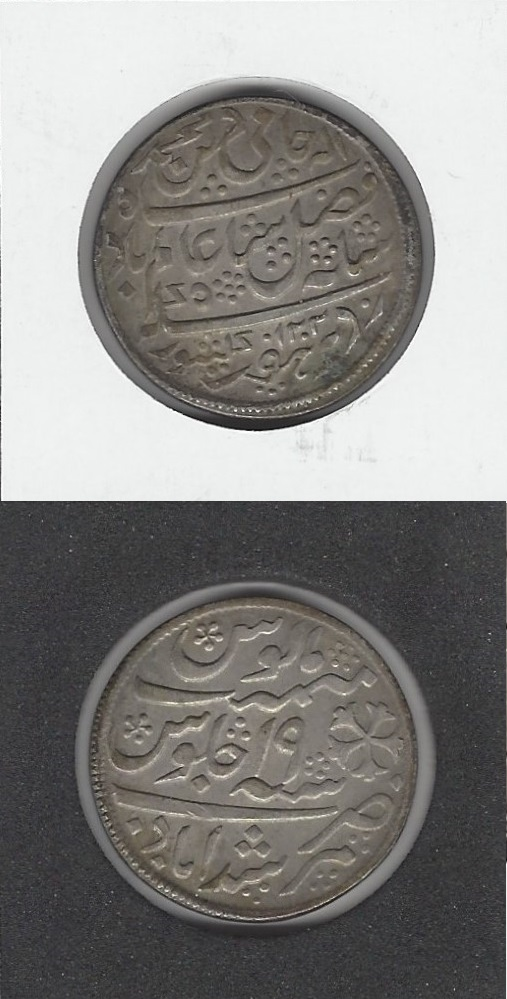
الروبية الفضية التي أصدرتها شركة الهند الشرقية باسم الإمبراطور المغولي شاه علم الثاني

في عام 1717، خلال عهد فاروخسيار، حصلت شركة الهند الشرقية على الحق في سك العملات المعدنية باسم الإمبراطور. وواصلت الشركة إصدار العملات المعدنية باسم أباطرة المغول حتى عام 1835. في عام 1857، أثناء الثورة الهندية، توج بهادور شاه الثاني إمبراطورًا للهند وسكت العملات المعدنية باسمه. كانت هذه هي آخر العملات المغولية التي صدرت، حيث عُزل وسُجن، وبالتالي إنهاء حكم الإمبراطورية المغولية.

## دار سك العملة

### قائمة دور السك
سكت العملات المغولية في مواقع مختلفة في جميع أنحاء الإمبراطورية.
- إيتاوا (Itāwa)
- أتاك
- أجمر
- أوجاين (Ujain / Ujainpūr)
- إحسان آباد (Aḥsanābād / جولبرغا - Gulbarga)
- أحمد آباد (Aḥmadābād)
- أحمدنغر (Aḥmadnagar)
- أودايبور (Udaipūr)
- الأردو (Urdū – المعسكر الإمبراطوري)
- أردو زفر قرين (Urdū Z̤afar Qarīn – المعسكر المرتبط بالنصر)
- أردو دار راه دكن (Urdū dar rāh i Dakhan – المعسكر على طريق الدكن)
- أركات (Arkāt / أركوت)
- إسلام آباد (Islāmābād – غير مؤكد، مواقع متعددة)
- إسماعيل‌غره (Isma'īlgarh)
- أعظم‌نكر / جوكول‌غره (A'z̤amnagar Gokulgarh)
- أكبرپور تاندا (Akbarpūr Tānda)
- أكبرناغار (Akbarnagar)
- آغرا / أكبرآباد (Āgra / Akbarābād)
- ألوار (Alwar)
- إلهاباد / إلهاباس (Ilāhābād / Ilāhābās)
- امتياز‌غره (Imtiyāzgarh)
- أنواله / أونلا (Ānwala / Aonla)
- أوده / اخترنكر (Awadh / Ak͟htarnagar)
- أورنج آباد / خجسته بنیاد (Aurangābād / K͟hujista Bunyād)
- إليتش‌پور (Elichpūr)
- بالانغرغده (Bālānagargadhā)
- بدخشان (Badak͟hshān)
- بارودا (Baroda)
- برهان‌پور (Burhānpūr)
- باريلي / آصف‌آباد (Barelī / Āṣafābād)
- بالونت‌نكر (Balwantnagar)
- بنارس / محمدآباد (Banāras / Muḥammadābād)
- بندرابن / مؤمن‌آباد (Bindraban / Mūminābād)
- بنغالة (Bangāla)
- بهادر‌گَرْه (Bahādurgarh)
- بهرايش (Bahrāich)
- بهاكر (Bhakkar)
- بهيلسا (Bhīlsa)
- بيجابور (Bījāpūr)
- بيراته / برار (Bairāta / Berār)
- بيكانير (Bīkāner)
- باني‌پت (Pānīpat)
- بتن ديو (Pattan Deo)
- پتنا / عظيم‌آباد (Patna / 'Āz̤īmābād)
- پربندر (Purbandar)
- بنج‌ناغار (Panjnagar)
- بيشاور (Peshāwar)
- تهته (Tatta)
- تورغال (Torgal)
- جالنپور (Jālnapūr)
- جيلر (Jaler)
- جامون (Jammūn)
- جود‌پور (Jodhpūr)
- جون‌پور (Jaunpūr)
- جوناغره (Jūnāgarh)
- جهانگیر‌نكر (Jahāngīrnagar)
- جاي‌پور (Jaipūr)
- چنار (Chunār)
- شمپانر (Champāner)
- چهچرولي (Chhachraulī)
- چيتور (Chītor)
- چيناپتن (Chīnāpatan)
- حسن‌آباد (Ḥasanābād)
- حصار (Ḥiṣār)
- حيدرآباد (Ḥaidarābād)
- خير‌پور (K͟hairpūr)
- دوگاؤن (Dogāoṇ)
- دولت‌آباد (Daulatābād)
- دلهي / شاه‌جهان‌آباد (Dehlī / Shāhjahānābād)
- ديرة (Dera)
- ديرجات (Derajat)
- ديوگره (Deogarh)
- ديوال بندر (Dewal Bandar)
- روایش‌نكر ساگر (Ravishnagar Sāgar)
- زين‌البلاد (Zainu-L-Bilād)
- سيرونج (Sironj)
- سرهند / سهرند (Sarhind / Sahrind)
- سعد‌ناغار (Sa'dnagar)
- سمرقند (Samarqand)
- السند (Sind)
- سورات (Sūrat)
- سهران‌پور (Sahāranpūr)
- سيت‌پور (Sītpur)
- سيكاكول (Sīkākul)
- شولا‌پور (Sholāpūr)
- شير‌پور (Sherpūr)
- شيرغره (Shergarh)
- ظفرآباد (Z̤afarābād)
- ظفر‌پور (Z̤afarpūr)
- ظفرنكر (Z̤afarnagar)
- عالم‌گير‌پور ('Ālamgīrpūr)
- فتح‌پور (Fatḥpūr)
- فرخ‌آباد / أحمدنكر (Farruk͟hābād / Aḥmadnagar)
- فيروزگره (Fīrozgarh)
- قندهار (Qandahār)
- قنوج (Qanauj)
- كابل (Kābul)
- كالبي (Kālpī)
- كتك (Katak)
- كريم‌آباد (Karīmābād)
- كشمير / سرينگر (Kashmīr / Srīnagar)
- كورا (Korā)
- خمبايت / كامباي (Khambāyat / Cambay)
- كولكاندا / جولكوندا (Gulkanda / Golconda)
- جواليار (Gwāliār / Gwalior)
- جوبيند‌پور (Gobindpūr)
- غوركھ‌پور / مؤظم‌آباد (Gorakhpur / Mu'az̤z̤amābād)
- جوكول‌گره (Gokulgarh)
- لاهور (Lāhor)
- لكناؤ (Lakhnau / Lucknow)
- لهري بندر (Lahrī Bandar)
- مال‌پور (Mālpūr)
- متھورا / إسلام‌آباد (Mathurā / Islāmābād)
- مچلي‌پتن / ماسولي‌پتنم (Macchlīpatan / Masulipatam)
- محمدآباد (Muḥammadābād)
- محمدنكر (Muḥammadnagar)
- مرادآباد (Murādābād)
- مرشدآباد / مخصوص‌آباد (Murshidābād / Mak͟hṣūṣābād)
- مصطفى‌آباد (Muṣtafa-ābād)
- مظفر‌گره (Muz̤affargarh)
- ملك‌ناغار (Maliknagar)
- ملهار‌نكر (Mulhārnagar)
- مومباي (Mumbai)
- ماندو (Mandū)
- مهيندرا‌پور (Mahindrapūr)
- ميسور (Mahīsor / Mysore)
- ميلا‌پور (Mailāpūr)
- نارنول (Nārnol)
- ناغور (Nāgor)
- نجف‌غره (Najafgarh)
- نجيب‌آباد (Najībābād)
- ناروار (Narwar)
- نصرت‌آباد (Nuṣratābād)
- هاتهراس (Hāthras)
- هاريدوار (Hardwār)

### فهرس
- Hodivala، Shahpurshah Hormash (1923). Historical Studies In Mughal Numismatics.
- Whitehead، R.B. (1914). Coins Of The Mughal Emperors.